# علاج تغيير نوع الجنس

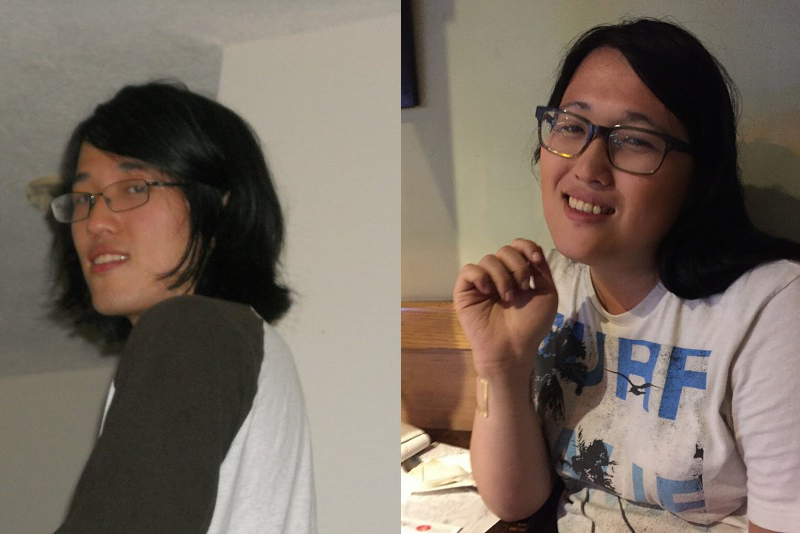

يعتبرعلاج تغيير نوع الجنس هو الجانب الطبي للتحول الجنسي، والذي يعرف بتغيير معالم الفرد لكي يتوافق بشكل أفضل مع هويته الجنسية. وقد يشمل العلاج الهرموني لتغيير الخصائص الجنسية الثانوية، وجراحة تغيير نوع الجنس لتحويل معالم الجنس الأساسية، وغيرها من الإجراءات التي تغير من المظهر، بما في ذلك إزالة الشعر الدائم للنساء المتحولات.
بالنسبة للحالات التي قُيّمت بشكل سليم بالانزعاج الشديد من نوع الجنس، فغالبا ما يكون علاج تغيير نوع الجنس هو الأفضل عند اتباع معايير الرعاية.:1570:2108 وثمة قلق أكاديمي إزاء تَرَدّي نوعية الأدلة الداعمة لنجاعة تغيير نوع الجنس علاجًا لاضطراب الهوية الجنسية، ولكن الدراسات الأكثر قوة غير قابلة للتطبيق؛:22 كما أن هناك إجماعا سريريا (كلينيكيا) كبير مكمِّل للبحث الأكاديمي، يدعم تأثيره من حيث التحسن الشخصي لمرضى اختيروا بشكل مناسب لتلقي علاج تغيير نوع الجنس. بالإضافة إلى ذلك، يوجد إجماع سريري واسع، مكمل للبحث الأكاديمي، يدعم الفعالية من حيث التحسين الذاتي لعلاج تغيير الجنس في مرضى اختيروا بشكل مناسب.:2–3 لا يتضمن علاج اضطراب الهوية الجنسية محاولة تعديل الهوية الجنسية للمريض، وإنما لمساعدة المريض على التكيف.:1568
أصدرت منظمات الصحة الكبرى في الولايات المتحدة والمملكة المتحدة بيانات مؤيدة تدعم علاج تغيير نوع الجنس شاملة العلاجات الطبية اللازمة في بعض الحالات التي قُيمت بشكل سليم.

## الأهلية
في الممارسات الطبية الحالية، يلزم إجراء تشخيص للحصول على علاج تغيير نوع الجنس. وشُخّص في التصنيف الدولي للأمراض بتغيير الجنس. كما شُخّص في الدليل الأمريكي التشخيصي والإحصائي للاضطرابات النفسية (في نسخته الخامسة) باضطراب الهوية الجندرية. وحيث أن التشخيص شرط أساسي لتحديد الضرورة الطبية لعلاج تغيير نوع الجنس، فإن بعض الأشخاص الذين شُخّصوا بشكل صحيح ليس لديهم أي رغبة للحصول على جزء من العلاج أو كله، وخاصة جراحة تغيير نوع الجنس للأعضاء التناسلية، أو أن المرشحين غير مناسبين لتلقي مثل هذا العلاج.